# Boys Do Cry (песня)
Boys Do Cry (с англ. — «Парни плачут») — сингл швейцарского певца Мариуса Беара, выпущенный в 2022 году. Песня представляла Швейцарию на «Евровидении 2022».
По словам исполнителя, песня о том, что все люди чувствуют боль, включая мужчин. Песня говорит о том, что люди не должны игнорировать чувства, и что люди должны поощрять других это делать.

## Выпуск песни
Песня была выпущена 8 марта 2022 года на официальном YouTube-канале Евровидения.

## На «Евровидении»
В начале апреля 2021 года SRG SSR подтвердили свое намерение участвовать в конкурсе песни Евровидение 2022, открыв заявки на участие в отборочном комитете. 16 июня 2021 года телекомпания опубликовала правила подачи артистами заявок на участие в процессе внутреннего отбора. Заявки на участие были открыты с 1 по 15 сентября 2021 года.
В отборе участвовали 100 швейцарских зрителей, отобранных в период с апреля по июнь, а также специализированное международное жюри из 23 человек, состоящее из бывших судей в своих странах. На каждую комиссию приходилось по 50% голосов, которые были озвучены на различных нераскрытых этапах и определили швейцарское выступление на Евровидении до конца года.
Мариус Беар был утвержден кандидатом от Швейцарии с песней «Boys Do Cry».

## Чарты
| Чарт (2022)                               | Высшая позиция |
| ----------------------------------------- | -------------- |
| Lithuania (AGATA)                         | 45             |
| Netherlands (Single Tip)                  | 30             |
| Швейцария (Schweizer Hitparade)           | 32             |
| Великобритания (OCC UK Singles Downloads) | 60             |